# نوک‌مومی شکم‌زرد
نوک‌مومی شکم‌زرد (نام علمی: Coccopygia quartinia) گونه‌ای از سهرگان ریز و بومی آفریقای شرقی است. این پرنده اکنون سوئی شکم‌زرد نامیده می‌شود.
در شرق مرکز و جنوب شرق آفریقا زادآوری می‌کند. برخی از آرایه‌شناسان آن را با نوک‌موم سوئی مرتبط می‌دانند.